# Geraldine Somerville
Geraldine Margaret Agnew-Somerville (19 de mayo de 1967) es una actriz irlandesa, conocida por sus papeles como la detective Jane «Panhandle» Penhaligon en Cracker, y Lily Potter en las películas de Harry Potter.

## Biografía
Geraldine nació en el Condado de Meath, Irlanda, hija de un experto financiero retirado, sir Quentin Charles Agnew-Somerville, II barón Agnew-Somerville, y de su esposa, Margaret April Irene, Lady Agnew-Somerville (de soltera Drummond), comerciante de antigüedades, pero fue criada en la Isla de Man.
Su madre es hija de John Drummond, y hermana del fallecido Cherry Drummong. Tiene una hermana mayor, Amelia Rachel (que es propietaria de un restaurante con su esposo en el bosque australiano), y un hermano menor, James Lockett Charles Agnew-Somerville, que trabajó en Hong Kong y escribe poesía.
Somerville asistió a clases de baile desde los 6 años, y a los 8 fue enviada a la Escuela Educacional de Artes, una escuela en Tring, Hertfordshire. Allí se le enseñó ballet. Lo dejó a los 16 años, pero continuó sus estudios en Londres.

## Carrera
Somerville entrenó en Guildhall School of Music and Drama en Londres. Hizo teatro y apareció en episodios de Agatha Christie's Poirot y Casualty, antes de tener el papel de Penhaligon (o «Panhandle») en Cracker, que tuvo desde 1993 hasta 1995 y se convirtió en uno de los personajes más memorables de la serie.
Somerville interpretó a Lady Stockbridge en Gosford Park y a la madre de Harry Potter, Lily, en las ocho películas. En mayo de 2007, interpretó a Daphne du Maurier en la serie Daphne.

## Vida personal
Somerville se casó con William Osbourne-Young en diciembre de 1995, con quien tiene tres hijos; su hijo mayor llamado Casper nacido en mayo de 2002, su segundo hijo Arthur nacido en 2004 y su hija menor, Rosa, en 2007.

## Filmografía
- Grace of Monaco (2014) Princesa Antonieta de Mónaco.
- Kids in Love (2014) Linda.
- My Week with Marilyn (2011) Lady Jane Clark.
- Harry Potter and the Deathly Hallows - Part 2  (2011) como Lily Potter.
- Survivors (2010) como Fiona Douglas.
- Harry Potter and the Deathly Hallows - Part 1  (2010) como Lily Potter.
- Harry Potter and the Half-Blood Prince (2009) como Lily Potter.
- The Childre] (2008) como Sue.
- Daphne (2007) como Daphne du Maurier.
- Harry Potter and the Order of the Phoenix (2007) como Lily Potter.
- Sixty Six (2006) como Sra. Barrie
- Jericho (2005) como Fiona Hewitt.
- Harry Potter and the Goblet of Fire (2005) como Lily Potter.
- Harry Potter and the Prisoner of Azkaban (2004) como Lily Potter.
- Murder in Mind (2002) como Angela Coates en "Disposal".
- The Safe House (2002) como Sam Graham.
- Harry Potter and the Chamber of Secrets (2002) como Lily Potter.
- Re-Inventing Eddie (2002) como Jeanie Harris.
- Harry Potter and the Philosopher's Stone (2001) como Lily Potter.
- Gosford Park (2001) como Louisa Stockbridge.
- Aristocrats (1999) como Lady Emily Lennox.
- Daylight Robbery (1999) como Val.
- Heaven on Earth (1998) como Deborah Bennett.
- Jilting Joe (1997) como Olivia.
- True Blue (1996) como Ruth.
- Haunted (1995) como Kate.
- Cracker (1993–1995) como DS Jane Penhaligon.
- The Black Velvet Gown (1991) como Biddy Millican.